# Resolució 2040 del Consell de Seguretat de les Nacions Unides
La Resolució 2040 del Consell de Seguretat de les Nacions Unides fou adoptada per unanimitat el 12 de març de 2012. Després de recordar les resolucions 2009 (2011) i 2022 (2011) sobre la situació a Líbia, el Consell va decidir ampliar el mandat de la Missió de Suport de les Nacions Unides a Líbia (UNSMIL) durant un any fins al 16 de març de 2013., amb un mandat modificat subjecte a revisió en un termini de sis mesos, alhora que es va ajustar el règim de sancions imposat al país mitjançant la Resolució 1973 (2011) a l'inici de la Guerra Civil de Líbia.
La modificació del mandat inclou ajudar les autoritats líbies per tal de gestionar la transició del país a una democràcia inclusiva, promoure l'imperi de la llei, protegir els drets humans, restaurar la seguretat pública, contrarestar la proliferació il·lícita d'armes, coordinar l'assistència internacional, promoure la reconciliació nacional i celebrar eleccions lliures, justes i creïbles. Alhora la resolució manté vigent l'embargament d'armes contra el país i amplia i modifica el mandat d'un panell d'experts per supervisar el compliment de les sancions contra Líbia i els casos de tràfic d'armes a Líbia. Aquest panell continuarà durant un any amb un màxim de cinc membres.